# Euploea arona
Euploea arona är en fjärilsart som beskrevs av Hans Fruhstorfer 1910. Euploea arona ingår i släktet Euploea och familjen praktfjärilar. Inga underarter finns listade i Catalogue of Life.